# Équipe d'Argentine de football à la Coupe du monde 1982
Cet article relate le parcours de l'équipe d'Argentine lors de la Coupe du monde de football 1982 organisée en Espagne du 13 juin au 11 juillet 1982.

## Effectif
Sélectionneur :  César Luis Menotti
| No. | Pos.      | Joueur                | Date de naissance et âge | Sélec. | Club                |
| --- | --------- | --------------------- | ------------------------ | ------ | ------------------- |
| 1   | Milieu    | Osvaldo Ardiles       | 3 août 1952              |        | Tottenham Hotspur   |
| 2   | Gardien   | Héctor Baley          | 16 novembre 1950         |        | Talleres de Córdoba |
| 3   | Milieu    | Juan Barbas           | 23 août 1959             |        | Racing              |
| 4   | Milieu    | Daniel Bertoni        | 14 mars 1955             |        | Fiorentina          |
| 5   | Milieu    | Gabriel Calderón      | 7 février 1960           |        | Independiente       |
| 6   | Attaquant | Ramón Díaz            | 29 août 1959             |        | River Plate         |
| 7   | Gardien   | Ubaldo Fillol         | 21 juillet 1950          |        | River Plate         |
| 8   | Défenseur | Luis Galván           | 24 février 1948          |        | Talleres de Córdoba |
| 9   | Milieu    | Américo Gallego       | 24 mai 1955              |        | River Plate         |
| 10  | Milieu    | Diego Maradona        | 30 octobre 1960          |        | Boca Juniors        |
| 11  | Attaquant | Mario Kempes          | 15 juillet 1954          |        | River Plate         |
| 12  | Milieu    | Patricio Hernández    | 16 août 1956             |        | Estudiantes         |
| 13  | Défenseur | Julio Olarticoechea   | 18 octobre 1958          |        | River Plate         |
| 14  | Défenseur | Jorge Olguín          | 17 mai 1952              |        | Independiente       |
| 15  | Défenseur | Daniel Passarella (c) | 25 mai 1953              |        | River Plate         |
| 16  | Gardien   | Nery Pumpido          | 30 juillet 1957          |        | Veléz Sársfield     |
| 17  | Attaquant | Santiago Santamaria   | 22 août 1952             |        | Newell's Old Boys   |
| 18  | Défenseur | Alberto Tarantini     | 3 décembre 1955          |        | River Plate         |
| 19  | Défenseur | Enzo Trossero         | 23 mai 1953              |        | Independiente       |
| 20  | Attaquant | Jorge Valdano         | 4 octobre 1955           |        | Real Zaragoza       |
| 21  | Milieu    | José Daniel Valencia  | 3 octobre 1955           |        | Talleres de Córdoba |
| 22  | Défenseur | José Van Tuyne        | 13 décembre 1954         |        | Racing              |

## Phase finale

### Premier tour

#### Groupe 3
| Classement |           |     |   |   |   |   |    |    |      |
|            | Équipe    | Pts | J | G | N | P | BP | BC | Diff |
| 1          | Belgique  | 5   | 3 | 2 | 1 | 0 | 3  | 1  | +2   |
| 2          | Argentine | 4   | 3 | 2 | 0 | 1 | 6  | 2  | +4   |
| 3          | Hongrie   | 3   | 3 | 1 | 1 | 1 | 12 | 6  | +6   |
| 4          | Salvador  | 0   | 3 | 0 | 0 | 3 | 1  | 13 | -12  |

| 13 juin | Belgique  | 1 | 0 | Argentine |
| 18 juin | Argentine | 4 | 1 | Hongrie   |
| 23 juin | Argentine | 2 | 0 | Salvador  |

| Match d'ouverture                                | Argentine | 0 – 1 | Belgique        | Camp Nou, Barcelone                               |                                                   |
| 13 juin 1982 · 20:00 · Historique des rencontres |           |       | Vandenbergh 62e | Spectateurs : 95 500 Arbitrage : Vojtěch Christov | Spectateurs : 95 500 Arbitrage : Vojtěch Christov |
| 13 juin 1982 · 20:00 · Historique des rencontres | Rapport   |       |                 | Spectateurs : 95 500 Arbitrage : Vojtěch Christov | Spectateurs : 95 500 Arbitrage : Vojtěch Christov |

| 18 juin 1982                      | Argentine                                    | 4 – 1 | Hongrie      | Estadio José Rico Pérez, Alicante               |                                                 |
| 21:15 · Historique des rencontres | Bertoni 26e · Maradona 28e 57e · Ardiles 60e |       | Pölöskei 76e | Spectateurs : 32 093 Arbitrage : Belaïd Lacarne | Spectateurs : 32 093 Arbitrage : Belaïd Lacarne |
| 21:15 · Historique des rencontres | Rapport                                      |       |              | Spectateurs : 32 093 Arbitrage : Belaïd Lacarne | Spectateurs : 32 093 Arbitrage : Belaïd Lacarne |

| 23 juin 1982                      | Argentine                           | 2 – 0 | Salvador | Estadio José Rico Pérez, Alicante               |                                                 |
| 21:15 · Historique des rencontres | Passarella 22e (pen.) · Bertoni 52e |       |          | Spectateurs : 32 500 Arbitrage : Luis Barrancos | Spectateurs : 32 500 Arbitrage : Luis Barrancos |
| 21:15 · Historique des rencontres | Rapport                             |       |          | Spectateurs : 32 500 Arbitrage : Luis Barrancos | Spectateurs : 32 500 Arbitrage : Luis Barrancos |

### Second tour

#### Groupe C
| Classement |           |     |   |   |   |   |    |    |    |
|            | Équipe    | Pts | J | G | N | P | Bp | Bc | GA |
| 1          | Italie    | 4   | 2 | 2 | 0 | 0 | 5  | 3  | +2 |
| 2          | Brésil    | 2   | 2 | 1 | 0 | 1 | 5  | 4  | +1 |
| 3          | Argentine | 0   | 2 | 0 | 0 | 2 | 2  | 5  | -3 |

| 29 juin   | Italie    | 2 | 1 | Argentine |
| 2 juillet | Argentine | 1 | 3 | Brésil    |

| 29 juin 1982                      | Italie                     | 2 - 1 | Argentine      | Estadi de Sarrià, Barcelone                     |                                                 |
| 17:15 · Historique des rencontres | Tardelli 55e · Cabrini 67e |       | Passarella 83e | Spectateurs : 43 000 Arbitrage : Nicolae Rainea | Spectateurs : 43 000 Arbitrage : Nicolae Rainea |
| 17:15 · Historique des rencontres | Rapport                    |       |                | Spectateurs : 43 000 Arbitrage : Nicolae Rainea | Spectateurs : 43 000 Arbitrage : Nicolae Rainea |

| 2 juillet 1982                    | Argentine | 1 - 3 | Brésil                               | Estadi de Sarrià, Barcelone                             |                                                         |
| 17:15 · Historique des rencontres | Díaz 89e  |       | Zico 11e · Serginho 66e · Júnior 75e | Spectateurs : 43 000 Arbitrage : Lamberto Rubio Vázquez | Spectateurs : 43 000 Arbitrage : Lamberto Rubio Vázquez |
| 17:15 · Historique des rencontres | Rapport   |       |                                      | Spectateurs : 43 000 Arbitrage : Lamberto Rubio Vázquez | Spectateurs : 43 000 Arbitrage : Lamberto Rubio Vázquez |